# Alexandre Le Riche de la Pouplinière

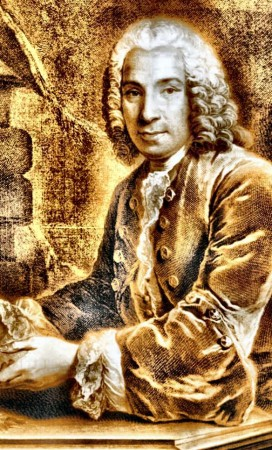
Alexandre Le Riche de La Pouplinière op een gravure van Jean-Joseph Baléchou naar een schilderij van Louis Vigée (detail)

Alexandre Jean Joseph Le Riche de La Pouplinière, soms ook geschreven als Popelinière of Poupelinière (Chinon, 26 juli 1693 – Parijs, 5 december 1762) was een schatrijke Franse belastingpachter en mecenas onder koning Lodewijk XV.
Hij was de enige zoon van zijn vader, Alexandre Riche (1663-1735), heer van Courgains (Anjou) en Brétignolles (Touraine), die ook belastingpachter was. Zijn moeder was Thérèse Anne Le Breton de La Bonnellière (1665-1694) die als bruidsschat in 1690 het domein La Poupelinière inbracht. Naast zijn functie was Le Riche de La Poupelinière een van de belangrijkste begunstigers van muziek en musici van de achttiende eeuw. Als mecenas en echte aanhanger van de Verlichting verzamelde hij een kring van kunstenaars, letterkundigen en musici om zich heen. Hij beschikte over een eigen orkest, dat volgens  Jean-François Marmontel het beste was in die tijd (“… le meilleur concert de musique qui fût connu dans ce temps-là.”). Tweeëntwintig jaar werd dat geleid door Jean-Philippe Rameau, die opgevolgd werd door Johann Stamitz en daarna door François-Joseph Gossec. De beste Italiaanse musici, violisten en zangers woonden bij hem in, zaten aan zijn tafel en traden op in zijn Salon. Voltaire profiteerde van zijn generositeit en Maurice Quentin de La Tour schilderde zijn portret. Marmontel schreef later: “Nooit leefde een burger in meer vorstelijke stijl en vorsten kwamen om zijn geneugten te genieten.” (“Jamais bourgeois n'a mieux vécu en prince, et les princes venaient jouir de ses plaisirs.”).
Na de scheiding van zijn vrouw vestigde La Poupelinière zich luxueus in Passy, een gemeente ten westen van Parijs. Hij bleef opera en dans stimuleren. Hij schreef ook twee boeken: Journal de voyage en Hollande (1731) en Tableaux et mœurs du temps dans les différents âges de la vie, dat samen met L'Histoire de Zaïrette in 1750 werd gepubliceerd. In zijn boek over zijn reis naar Holland (in de Republiek der Verenigde Nederlanden) roemt hij de Nederlandse schilderkunst en de vrijzinnige levensstijl. Hij geeft aan het beroep belastingpachter vooral in Holland te hebben geleerd.
Rameau componeerde zijn opera's in het huis van Le Riche de La Poupelinière in Passy. Le Riche overleed in Passy op 69-jarige leeftijd.